# 9446 Cicero
För andra betydelser, se Cicero (olika betydelser).
9446 Cicero eller 1997 JT11 är en asteroid i huvudbältet som upptäcktes den 3 maj 1997 av den belgiske astronomen Eric W. Elst vid La Silla-observatoriet. Den är uppkallad efter romaren Marcus Tullius Cicero.
Asteroiden har en diameter på ungefär 13 kilometer och den tillhör asteroidgruppen Themis.